# BM-30 Smerch
BM-30 Smerch (tiếng Nga: Смерч, nghĩa là cơn lốc), mã định danh GRAU 9K58 Smerch hoặc 9A52-2 Smerch-M là hệ thống pháo phản lực  tự hành hạng nặng của Nga dùng để tấn công mục tiêu trên bộ của đối phương như trận địa pháo, trung tâm chỉ huy, kho đạn, đường giao thông, đội hình tăng thiết giáp. Nó được thiết kế vào đầu những năm 1980 và được đưa vào phục vụ trong Quân đội Liên Xô từ năm 1989. Khi được phương Tây quan sát lần đầu tiên vào năm 1983, nó có mã MRL 280mm M1983, một kế hoạch thay thế nó bằng các hệ thống 9A52-4 Tornado tiên tiến hơn bắt đầu vào năm 2018.

## Lịch sử hoạt động
BM-30 được trang bị các hệ thống cảm biến, tính toán tự động để giảm tối đa thời gian chuẩn bị phóng đạn. Nhờ đó, nó hoạt động nhanh, mạnh và chính xác. Các loại đạn phóng loạt của nó có tầm xa 70–120 km, các loại đạn cải tiến mới nhất có tầm xa tới 200 km, hơn hẳn loại M142 HIMARS của Mỹ.
BM-30 được phát triển trong những năm 1970, năm 1987 nó được chấp nhận sử dụng trong quân đội Liên Xô, phương Tây biết đến nó lần đầu năm 1983 nên đặt tên M1983. Đạn phản lực bao gồm các chức năng của tên lửa đạn đạo tầm rất ngắn FROG và các Kayusha, tên lửa đạn đạo tầm rất ngắn FROG-7 được BM-30 thay thế.
Ban đầu, đạn lắp trên xe 4 trục MAZ-543M, mỗi xe lắp 12 ống phóng 300mm, tốc độ bắn tối đa cả 12 đạn 10 giây, thông thường 20 giây. Nạp đạn lại hết 36 phút. Một tiểu đoàn có 4 xe phóng, bắn đi 48 đạn sẽ tạo hoả lực đủ để huỷ diệt phần lớn các mục tiêu trong một khu vực rộng 800 x 800 mét (640.000 m²). Tản mát đạn lớn nhất là 150 mét, tầm lớn nhất 70 km (phiên bản đời đầu). Về độ chính xác, mức tản mát của đạn trong một loạt bắn không vượt quá 0,3% cự ly bắn khi dùng đạn không có điều khiển. Các phiên bản hiện đại hóa từ những năm 2000 trở về sau còn được trang bị loại đạn có điều khiển dẫn đường bằng vệ tinh (GLONASS) nên đạt độ chính xác rất cao, độ lệch mục tiêu chỉ khoảng 2 mét, tầm bắn cũng đạt tới 120 km, thậm chí 200 km. Tuy nhiên loại đạn có điều khiển này đắt hơn nhiều so với đạn không có điều khiển, nên chỉ ưu tiên dùng để tấn công mục tiêu có giá trị cao.
Điểm yếu của BM-30 Smerch đó là nó có tầm bắn tối thiểu rất lớn. Cụ thể, với loại đạn nổ mạnh tầm bắn xa nhất 90 km yêu cầu tầm bắn tối thiểu 25 km, các loại đạn khác yêu cầu tầm bắn tối thiểu 20 km. Với các mục tiêu ở quá gần BM-30 Smerch, loại pháo phản lực này sẽ không thể tấn công được (do viên đạn sử dụng nhiên liệu rắn buộc phải đốt hết toàn bộ nhiên liệu mang theo mới có thể bắt đầu rơi xuống mục tiêu). Vì vậy, BM-30 được bố trí ở xa tiền duyên như một loại hỏa lực tầm xa chứ không dùng để đánh gần, nhiệm vụ đánh gần là của hệ thống phóng loạt TOS-1

## Thành phần hệ thống
- Đạn phản lực (trong ống chứa)
- Xe hiện đại hoá 9A52-2
- Nạp đạn
- Thiết bị điều khiển bắn tự động
- Bộ vũ khí khí tài
- Dụng cụ luyện tập

Rốc két 300mm bắn xa 70 km-90 km bằng một số loại đạn đã được thiết kế.
- Xe 9A52-2 có hệ thống tự động hoá đảm bảo:
  - Bắn gián tiếp không nhìn thấy mục tiêu
  - Đặt vị trí bệ phóng khi tổ lái ngồi trong cabin, không cần các điểm ngắm.
  - Tự động xác định góc phương vị trục dọc bệ phóng.
  - Trình bày rõ ràng chân thực việc chỉnh vị trí bệ phóng, lộ trình di chuyển của xe và vị trí, điểm dến và hướng di chuyển rõ ràng trên màn hình video
  - Tăng khả năng sống sót của xe khi giảm thời gian ở trên điểm bắn
  - Tăng thuận tiện điều khiển, đặc biệt điều kiện thời tiết xấu và đêm tối.
  - Tăng tính hoạt động độc lập với thiết bị định vị và đo đạc, nó cho phép xe nhanh chóng chuyển chỗ bắn và di chuyển tự động.
  - Giảm số người thao tác.

## Thông số kỹ thuật

### Khung gầm xe cơ: MAZ-543M
- Khối lượng chiến đấu: 43.7 t
- Dài: 12 m
- Cao: 3.05 m
- Rộng: 3.05 m
- Biên chế: 3 người
- Chuẩn bị: 3 phút
- Thu xe: 2 phút
- Bệ phóng: 9A52-2, 300mm, 12 ống
- Tốc độ bắn

Bắn đạn nạp sẵn: 12 đạn trong 38 giây
- Nạp đạn: 20 phút

### Một số loại đạn tên lửa
- 9M55K: đầu đạn mẹ có 72 đạn con

Nặng 800 kg
Tên lửa dài 7.6 m
Đầu đạn mẹ nặng 243 kg
Đầu đạn con nặng 1,75 kg
Mảnh sát thương nặng 4,5 g
Tự huỷ sau 110 giây
Tầm ngắn nhất 20.000 m
Tầm xa nhất 70.000 m
- 9M55K1: đầu đạn mẹ chống thiết giáp tự tìm mục tiêu

Nặng 800 kg
Tên lửa dài 7,6 m
Đầu đạn mẹ nặng 243 kg
Số đạn con 5
đầu đạn con nặng 15 kg
Tầm ngắn nhất 20.000 m
Tầm xa nhất 70.000 m
- 9M55K4: Đạn rải mìn chống tăng.

Nặng 800 kg
Tên lửa dài 7,6 m
đầu đạn nặng 243 kg
Số mìn 25
Khối lượng mìn 5 kg
Tự huỷ 24 h
Tầm ngắn nhất 20.000 m
Tầm xa nhất 70.000 m
- 9M55K5': đầu đạn mẹ HEAT/HE-Fragmentation nổ phá xuyên vỏ nhẹ, sát thương.

Nặng 800 kg
Tên lửa dài 7,6 m
Đầu đạn mẹ nặng 243 kg
Số đạn con 646
Đạn con nặng 0,25 kg
Xuyên RHA 120mm
Tự huỷ sau 260 giây
Tầm ngắn nhất 20.000 m
Tầm xa nhất 70.000 m
- 9M55F: HE đầu đạn nổ phá

Nặng 800 kg
Tên lửa dài 7,6 m
Đầu đạn nặng 258 kg
Tầm ngắn nhất 20000 m
Tầm xa nhất 70000 m
- 9M55S: đầu đạn cháy

Nặng 800 kg
Tên lửa dài 7,6 m
Đầu đạn nặng 243 kg
Tầm ngắn nhất 20.000 m
Tầm xa nhất 70.000 m
- 9M528: HE đầu đạn nổ phá

Nặng 815 kg
Tên lửa dài 7,6 m
Đầu đạn nặng 243 kg
Tầm ngắn nhất 20.000 m
Tầm xa nhất 70.000 m
- 9M55S: Đầu đạn sương nhiên liệu, nhồi 100 kg, bắn xa 70 km
- R-90: máy bay không người lái trinh sát và dẫn đường cho đầu đạn.

## Biến thể
- 9A52 - Biến thể tiêu chuẩn dùng khung gầm xe MAZ-79111 .
- 9A52-2 - Biến thể sửa đổi dùng khung gầm xe MAZ-543M .
- 9A52-2T - Phiên bản xuất khẩu, dùng khung gầm xe Tatra T816 10 × 10.
- 9A52-4 - Phiên bản giảm khối lượng để vận chuyển bằng đường hàng không dùng khung gầm xe KamAZ -6350 với 6 ống phóng. Được công bố vào năm 2007.
- Một phiên bản hoạt động vùng Bắc Cực dùng khung gầm xe bánh xích DT-30PM.

## Hiện đại hóa
Vào đầu những năm 1990, loại pháo phóng loạt này được hiện đại hoá. Xe mới đóng trên thân xe tải Tatra-816 có mã 9A52-2T. Tầm bắn nâng lên 90 km, tản mát 170m. Tên thường được gọi là 9A52M Smertsch (M là hiện đại hóa).
- 9M528 Bom có dù 235 kg, nổ phá sát thương, chứa 95,5 kg thuốc nổ mạnh. Tầm 90 km.
- 9M525 Chứa 75 đạn con 9N210 nổ phá sát thương. Tầm 90 km.
- 9M526 Chứa 5 đạn con MOTV-3F chống tăng tự tìm mục tiêu. Tầm 90 km.
- 9M527 Chứa 25 đạn con, mìn chống tăng cảm ứng từ. Tầm 90 km.
- 9M529 Bom sương nhiên liệu (FAE) nhồi 100 kg. Tầm 90 km.
- 9M530 Bom xuyên, nhồi 75 kg thuốc nổ mạnh. Tầm 90 km.
- 9M531 Chứa 646 đạn con, nổ phá sát thương xuyên vỏ nhẹ. Tầm 90 km.

Đến những năm 2000, BM-30 được nâng cấp một lần nữa. Điểm nâng cấp nổi bật là việc trang bị loại đạn có điều khiển thế hệ mới 9M542, loại đạn này dẫn đường bằng vệ tinh (GLONASS) nên đạt độ chính xác rất cao, độ lệch mục tiêu chỉ khoảng 2 mét, tầm bắn cũng tăng lên 120 km.
- 9M542: trọng lượng phóng 820 kg, đầu đạn nặng 150 kg, bao gồm 70 kg thuốc nổ, đầu đạn khi nổ sẽ văng thành 1500 mảnh có trọng lượng 50 gram/mảnh. Tầm bắn 120 km.

Một loại đạn mới được phát triển vào thập niên 2010, được cho là có tầm bắn lên đến 200 km, đầu đạn nặng đến 280 kg và độ sai lệch chỉ là 1 mét.

## Khai thác
- Algeria - 50 hệ thống vào năm 1999.
- Armenia - 6 hệ thống
- Azerbaijan - 40 hệ thống.
- Belarus - 48 hệ thống
- Trung Quốc - Sản xuất trong nước với tên gọi PHL-03 .
- Ấn Độ - Tổng số 81 hệ thống 9A52-2T đang hoạt động. Ngoài ra còn có các bệ phóng 9K58 Smerch 300 mm của Quân đội Ấn Độ được lắp trên khung gầm xe T816 KOLOS TATRA do Ấn Độ sản xuất với ước tính khoảng 972 xe phóng. Mỗi xe phóng được biên chế kèm một xe nạp đạn cũng dựa trên khung gầm xe TATRA T816.
- Kuwait - 27 hệ thống
- Morocco - 36 hệ thống PHL03/AR2 phiên bản Trung Quốc.
- Pakistan - 36 hệ thống, được sản xuất trong nước nhiều hơn với tên A-100E, dựa trên A-100 của Trung Quốc,
- Nga - 106 hệ thống
- Syria - Số lượng không xác định.
- Turkmenistan - 6 hệ thống
- Ukraine - 80 tính đến năm 2014.
- Các Tiểu vương quốc Ả Rập Thống nhất - 6 hệ thống.
- Venezuela - 12 hệ thống.

## Liên quan
- Katyusha, BM-13, BM-8, và BM-31: MRLS của Thế chiến II
- BM-14 140mm MRLS
- BM-21 Grad 122mm MRLS
- BM-27 Uragan 220mm MRLS
- MRLS Mỹ
- M270 MRLS